# Liste des seigneurs de Pisany
Cette page présente la liste des seigneurs du château de Pisany, du XIIIe au XVIIe siècle.
Elle résulte d’une généalogie établie par Charles Dangibeaud en 1891. Celle des seigneurs ou propriétaires suivants de Pisany résulte d’une communication de Jacques Boinard, conseiller municipal de Pisany.
Ce tableau ne comprend pas la liste des propriétaires de Pisany après la révolution. 
Pisany vit toujours, notamment grâce aux propriétaires actuels, la famille Barallier, qui ont mené une réhabilitation du vieux Pisany.   
| Nom                         | Prénom                      | Titre | Blason |
| --------------------------- | --------------------------- | --- | --- |
| Rabaine Pisany (de)         | Hélie Ier ou Ellie          | Valet (1270), chevalier (1273), seigneur de Pisany, La Faye, plénipotentiaire du roi en 1276 - seigneur de Pisany | D’argent à la fasce de gueules accompagné de 6 coquilles de Saint Michel posées 3, 2 et 1 |
| Rabaine Pisany (de)         | Geoffroy III (+1353)        | Chevalier, seigneur de Pisany, Rabaine en Pons, Gemozac, Montausier en partie - seigneur de Pisany | idem |
| Rabaine Pisany (de)         | Geoffroy IV                 | Damoiseau (1363), chevalier (1373) seigneur de Pisany (bastille, terre, et seigneurie) , Brassau, Varsay, Gemozac, Montreal, Rabaine, Jazenne, Rioux, La Ramade, Faye, Pessines, la Martinière | idem |
| Rabaine Pisany (de)         | Jean Ier                    | Chevalier de l’étoile et du porc-épic, écuyer de l’écurie du roi (Charles VII et Louis XII), capitaine d’une compagnie de cent hommes des ordonnances du roi, seigneur de Pisany, la Faye | idem |
| Rabaine Pisany (de)         | Jehanne (+1503)             | Dernier seigneur de Pisany | idem |
| Pons Ribérac (de)           | François III                | Chevalier de Malte avant 1539, vicomte de Turenne, prince de Mortagne, en partie, seigneur de Montfort, d’Hiers, de Marennes, de Broue et de Brouage, « cousin du roi », conseiller et chambellan de Louis XII, gouverneur de Falaise, achète Pisany en 1499 et le revend en 1503 à Arnaud des Tourettes | Sire de Pons : d’argent à la fasce bandée d'or et de gueules |
| Tourettes (de)              | Arnaud                      | Seigneur de Pisany, président du parlement de Bordeaux | D’azur à trois tours d’or posées 2 et 1 |
| Tourettes (de)              | Guy                         | Seigneur de Pisany ; mort sans enfants en 1521 | idem |
| Vivonne (de)                | Arthus                      | Neveu de Guy des Tourettes, hérite de Pisany en 1521 | D’hermine au chef de gueules |
| Vivonne (de)                | Jean (1530–1599)            | Marquis de Pisany, conseiller de sa Majesté, seigneur de Saint-Gouard, chevalier de l'Ordre du Saint-Esprit (reçu le 31 décembre 1583), maréchal de France (1525–1599), ambassadeur de France en Espagne sous Philippe II puis à Rome, colonel de la cavalerie légère. Le roi lui accorde l’érection de sa seigneurie de Pisany en baronnie, puis en 1596 en marquisat avec incorporation de la terre de Saint-Gouard dans le Poitou. | idem |
| Vivonne (de)                | Catherine (1588–1665)       | Marquise de Rambouillet, seigneur de Pisany | idem |
| Angennes (d’)               | Charles                     | Marquis de Rambouillet, vidame du Mans, sénéchal du Maine de 1598 à 1618, conseiller d[État, colonel général de l’Infanterie italienne, mestre de camp des armées du Roi, maître de sa garde-robe, son ambassadeur extraordinaire en Piémont et en Espagne, seigneur de Pisany par sa femme Julie d’Angennes | De sable au sautoir d’argent |
| Angennes (d’)               | Julie                       | Marquise de Rambouillet, duchesse de Montausier, seigneur de Pisany. Son mari Charles de Maure (1610-1670) était chevalier des ordres du roi, pair de France, duc de Montausier en Petit Angoumois. | idem |
| Sainte-Maure (de)           | Julie Marie                 | Marquise de Pisany, comtesse de Talmont. En 1661, elle devint gouvernante des enfants de France, et dame d’honneur de la reine. | D’argent à la fasce de gueules |
| Crussol (de)                | Charles Hyppolite           | Capitaine du régiment Bourbon, marquis de Pisany ; il vend Pisany à Bessiers en 1737. | Écartelé : au 1 et 4 parti, fascé d’or et de sinople, à 6 pièces (qui est de Crussol) ; et d’or et d'argent (qui est de Lévis) - aux 2 et 3 : contre écartelé d’azur à trois étoiles rangées en pal (qui est Gourdon) et d’or à 3 bandes de gueules (qui est Genouillac) - sur le tout : de gueules à trois bandes d'or (qui est d’Uzès). |
| Bessiers                    | Charles Auguste             | Conseiller du Roi, seigneur de Pisany | De sinople au lys d’argent |
| Senecterre (de)             | Jean Charles                | Marquis de Senecterre, lieutenant général des armées du roi, chevalier de l'Ordre du Saint-Esprit, baron de Didonne, maréchal de France. Achète Pisany en 1748. | D’azur à 5 fusées d’argent accolées |
| Senecterre (de)             | Henri Charles               | Comte de Senecterre, colonel d’infanterie, seigneur de Pisany | idem |
| Senecterre (de)             | Marie Charlotte (1750-1794) | Dernière dame de Pisany. Elle fut en effet mariée en 1770 à Louis de Conflans Marquis d’Armentières qui mourut avant elle. | idem |
| Conflans d’Armentières (de) | Louis                       | Marquis d’Armentières (1711-1774), maréchal de France, chevalier de l'Ordre du Saint-Esprit, seigneur de Pisany, maréchal de camp le 20 janvier 1743, lieutenant général le 14 octobre 1746, avait pris la part la plus active à la guerre de la Succession d’Autriche. Son fils Charles Louis Gabriel de Conflans, marquis d'Armentières (1772-1849) lui succède                                                                     | D’azur, semé de billettes d’or, au lion de même brochant sur le tout |